# Бельфонт (Арканзас)
Бельфонт (англ. Bellefonte) — місто (англ. town) в США, в окрузі Бун штату Арканзас. Населення — 411 особа (2020).

## Географія
Бельфонт розташований на висоті 323 метри над рівнем моря за координатами 36°11′59″ пн. ш. 93°2′52″ зх. д. / 36.19972° пн. ш. 93.04778° зх. д. (36.199738, -93.047880).  За даними Бюро перепису населення США в 2010 році місто мало площу 1,73 км², уся площа — суходіл.

## Демографія
Згідно з переписом 2010 року, у місті мешкали 454 особи в 188 домогосподарствах у складі 144 родин. Густота населення становила 263 особи/км².  Було 203 помешкання (117/км²). 
Расовий склад населення:
| - 98,0 % — білих - 0,9 % — корінних американців |

До двох чи більше рас належало 1,1 %. Іспаномовні складали 0,7 % від усіх жителів.
За віковим діапазоном населення розподілялося таким чином: 24,4 % — особи молодші 18 років, 57,1 % — особи у віці 18—64 років, 18,5 % — особи у віці 65 років та старші. Медіана віку мешканця становила 38,0 року. На 100 осіб жіночої статі у місті припадало 90,8 чоловіків;  на 100 жінок у віці від 18 років та старших — 91,6 чоловіків також старших 18 років.
Середній дохід на одне домашнє господарство  становив 47 248 доларів США (медіана — 36 964), а середній дохід на одну сім'ю — 52 629 доларів (медіана — 42 639). Медіана доходів становила 31 406 доларів для чоловіків та 26 250 доларів для жінок. За межею бідності перебувало 15,0 % осіб, у тому числі 11,7 % дітей у віці до 18 років та 10,3 % осіб у віці 65 років та старших.
Цивільне працевлаштоване населення становило 240 осіб. Основні галузі зайнятості: роздрібна торгівля — 18,8 %, мистецтво, розваги та відпочинок — 17,5 %, транспорт — 13,8 %, виробництво — 13,8 %.
За даними перепису населення 2000 року в містечкі проживало 400 осіб, 114 сімей, налічувалося 157 домашніх господарств і 173 житлових будинки. Середня густота населення становила близько 267 осіб на один квадратний кілометр. Расовий склад містечка за даними перепису розподілився таким чином: 94,50 % білих, 0,50 % — чорних або афроамериканців, 0,50 % — корінних американців, 0,25 % — вихідців з тихоокеанських островів, 0,75 % — представників змішаних рас, 3,50 % — інших народностей. Іспаномовні склали 4,75 % від усіх мешканців містечка.
Із 157 домашніх господарств в 33,1 % — виховували дітей віком до 18 років, 55,4 % представляли собою подружні пари, які спільно проживають, в 14,0 % сімей жінки проживали без мужів, 26,8 % не мали сімей. 24,2 % від загального числа сімей на момент перепису жили самостійно, при цьому 6,4 % склали самотні літні люди у віці 65 років та старше. Середній розмір домашнього господарства склав 2,55 осіб, а середній розмір родини — 3,02 осіб.
Населення містечка за віковою діапазону за даними переписом 2000 року розподілилося таким чином: 29,3 % — жителі молодше 18 років, 9,5 % — між 18 і 24 роками, 27,3 % — від 25 до 44 років, 21,8 % — від 45 до 64 років і 12,3 % — у віці 65 років та старше. Середній вік мешканців склав 31 рік. На кожні 100 жінок в містечкі припадає 90,5 чоловіків, у віці від 18 років та старше — 96,5 чоловіків також старше 18 років.
Середній дохід на одне домашнє господарство в містечкі склав 27 917 доларів США, а середній дохід на одну сім'ю — 30 729 доларів. При цьому чоловіки мали середній дохід в 24 500 доларів США на рік проти 18 000 доларів середньорічного доходу у жінок. Дохід на душу населення в містечкі склав 12 958 доларів на рік. 13,7 % від всього числа сімей в окрузі і 18,2 % від усієї чисельності населення перебувало на момент перепису населення за межею бідності, при цьому 32,4 % з них були молодші 18 років і 3,6 % — у віці 65 років та старше.